# District de Jorhat
Le district de Jorhat bengali : যোৰহাট জিলা est une zone administrative de l’état d'Assam en Inde.

## Géographie
Le centre administratif du district est situé à Jorhat. 
Le district s’étend sur une superficie de 2 851 km2 et compte une population de 1 092 256 habitants en 2011. 
Il est bordé au nord par le Brahmapoutre.
On y trouve le Gibbon Wildlife Sanctuary, une zone protégée indienne mise en place pour le Houlock.